# LUV (singolo)
LUV è il terzo brano estratto dall'album Discipline della cantante statunitense Janet Jackson, pubblicato come singolo promozionale l'11 febbraio 2008 negli Stati Uniti e il 26 maggio nel Regno Unito.

## Tracce
Singolo CD Stati Uniti
1. LUV (Radio Edit) – 3:09
2. LUV (Instrumental) – 3:09

## Classifiche
| Classifica (2008)                      | Posizione massima |
| -------------------------------------- | ----------------- |
| Billboard Bubbling (Stati Uniti)       | 2                 |
| Rhythm and blues/hip hop (Stati Uniti) | 34                |
| Rhythm and blues (Stati Uniti)         | 19                |